# Galaxia espiral floculenta

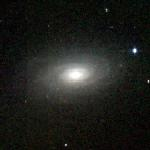
Messier 63, una galaxia espiral floculenta. Cuenta también con Pseudobulbo. Nótese cómo la estructura espiral llega hasta el centro de esta.

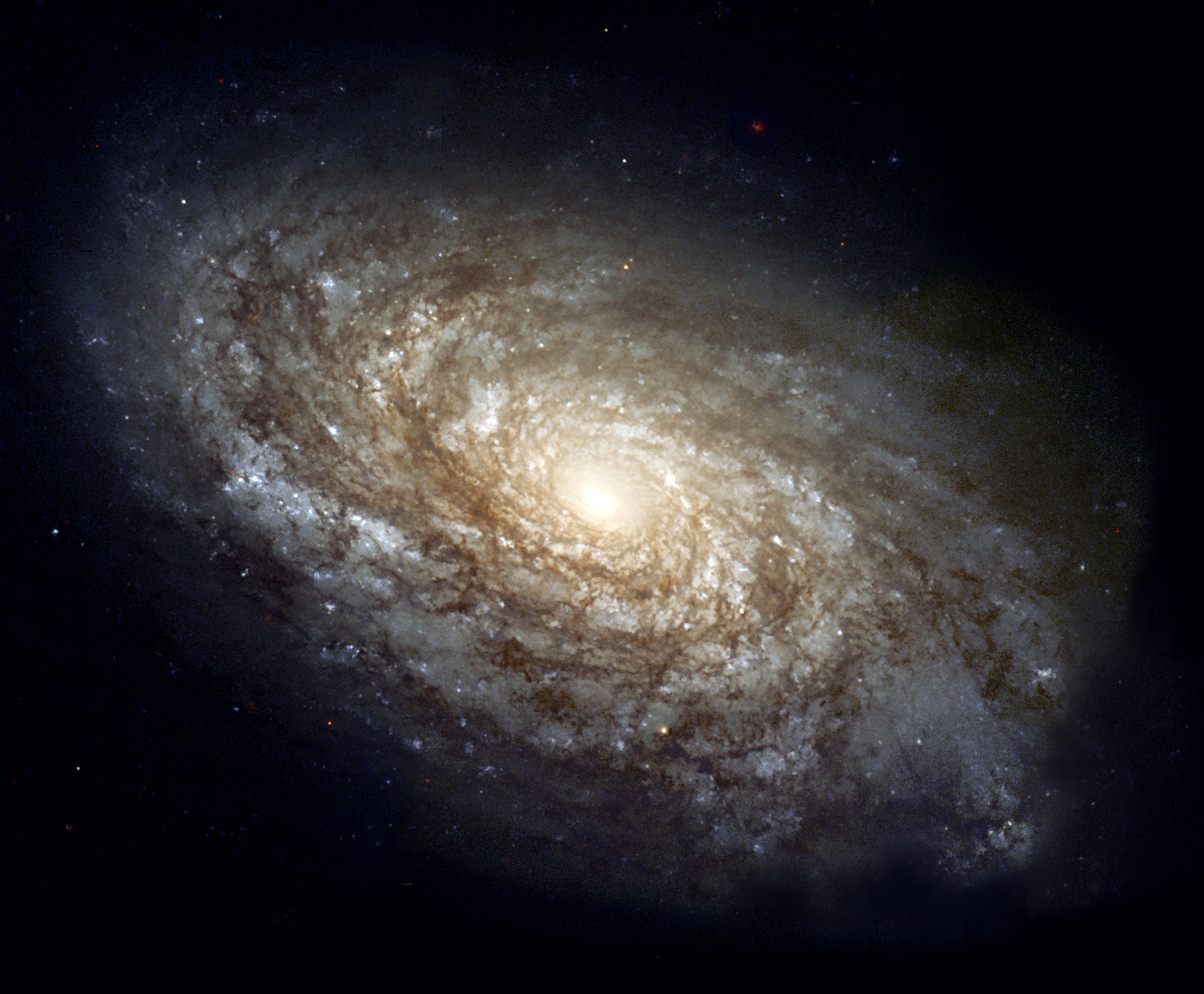
Galaxia NGC 4414 en la constelación de Coma Berenices. Imagen tomada por el Telescopio Espacial Hubble.

Una galaxia espiral floculenta es un tipo de galaxia espiral en la cual la estructura espiral está formada por multitud de segmentos de brazos espirales en vez de los brazos espirales continuos y  bien definidos que se pueden encontrar en las galaxias espirales de gran diseño.
Se calcula que un 30 % de las galaxias espirales son de este tipo, mientras que un 10 % son del tipo gran diseño, y el resto (60 %) tienen varios brazos espirales;. estas últimas a veces son incluidas dentro de las galaxias floculentas.

## Origen
El origen de este tipo de estructura espiral se piensa que es debido a regiones de formación estelar que al irse propagando y extendiendo por áreas cercanas han sido organizadas en una estructura espiral debido a la rotación diferencial de su galaxia; el modelo que describe este tipo de estructura espiral es conocido como modelo estocástico de formación estelar autopropagada, ya que existe una pequeña probabilidad de que este proceso se dé en todo el disco de la galaxia, lo que lo mantiene.
Hay también simulaciones que muestran cómo la interacción con el medio intergaláctico de aquellas galaxias espirales situadas en cúmulos de galaxias puede producir éstas estructuras.

## Ejemplos
NGC 2841 suele ser considerada el prototipo de esta clase de galaxias; otros ejemplos notables son M31 M63, NGC 3521, y NGC 4414.